# Liste der Teilnehmer an den Koalitionsverhandlungen zwischen CDU/CSU und SPD 2025

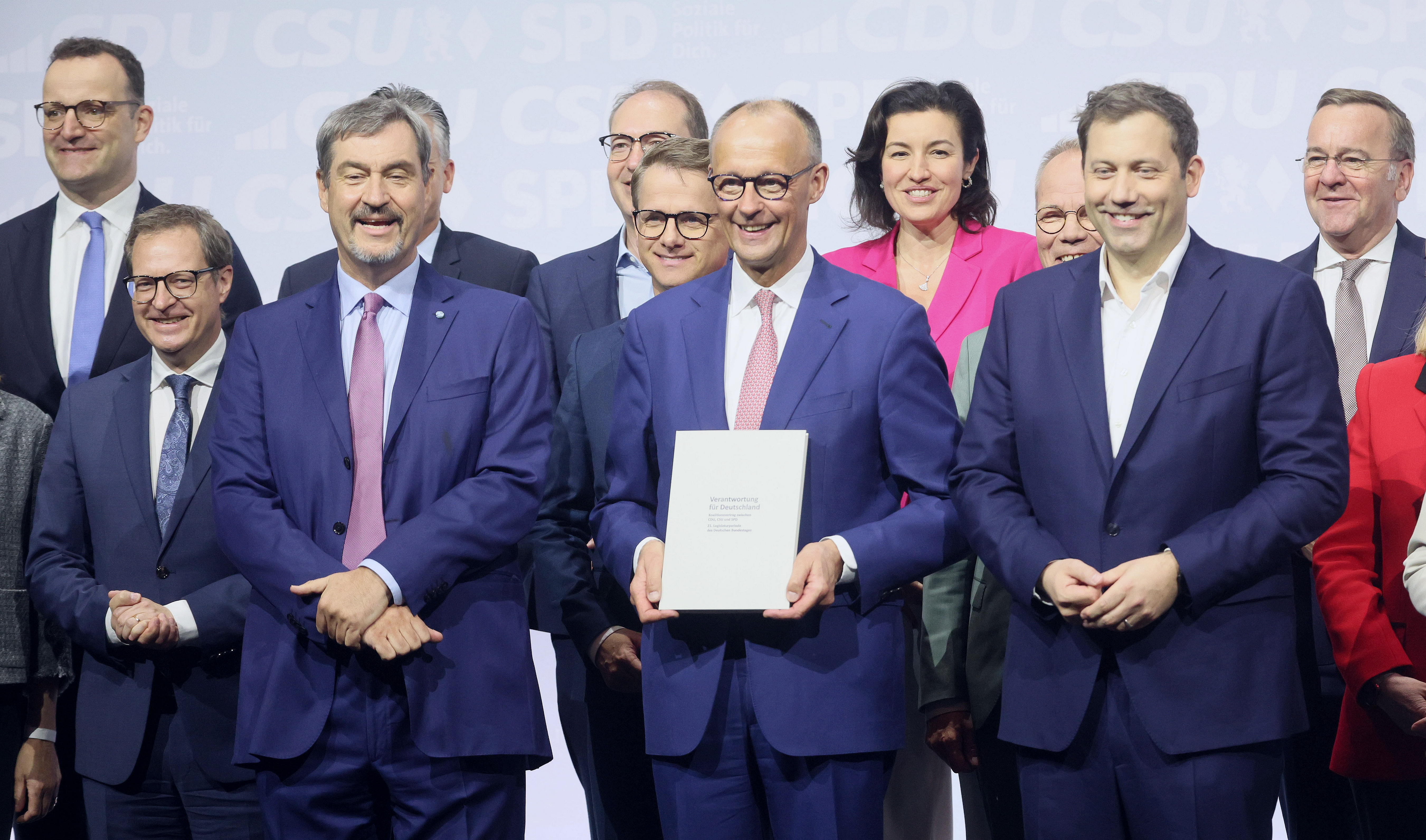
Unterzeichnung des Koalitionsvertrages der 21. Wahlperiode des Deutschen Bundestages am 5. Mai 2025 in Berlin.

Die Liste der Teilnehmer an den Koalitionsverhandlungen zwischen CDU/CSU und SPD 2025 listet die Personen auf, die an den nach der Bundestagswahl 2025 stattfindenden Koalitionsverhandlungen zwischen den Parteien teilnehmen.
Am 13. März 2025 begannen die Verhandlungen zur Bildung einer Koalition, die am 9. April erfolgreich abgeschlossen wurden.
Das Ergebnis der Koalitionsverhandlungen leitete die Bildung des Kabinetts Merz ein.

## Runde der Parteivorstände +1

### CDU/CSU
- Friedrich Merz, CDU-Bundesvorsitzender
- Markus Söder, CSU-Vorsitzender und Ministerpräsident von Bayern
- Thorsten Frei, Erster Parlamentarischer Geschäftsführer der CDU/CSU-Bundestagsfraktion
- Alexander Dobrindt, Vorsitzender der CSU-Landesgruppe im Deutschen Bundestag

### SPD
- Lars Klingbeil, SPD-Vorsitzender
- Saskia Esken, SPD-Vorsitzende
- Matthias Miersch, kommissarischer SPD-Generalsekretär

## Verhandlungsgruppe („19er-Runde“)

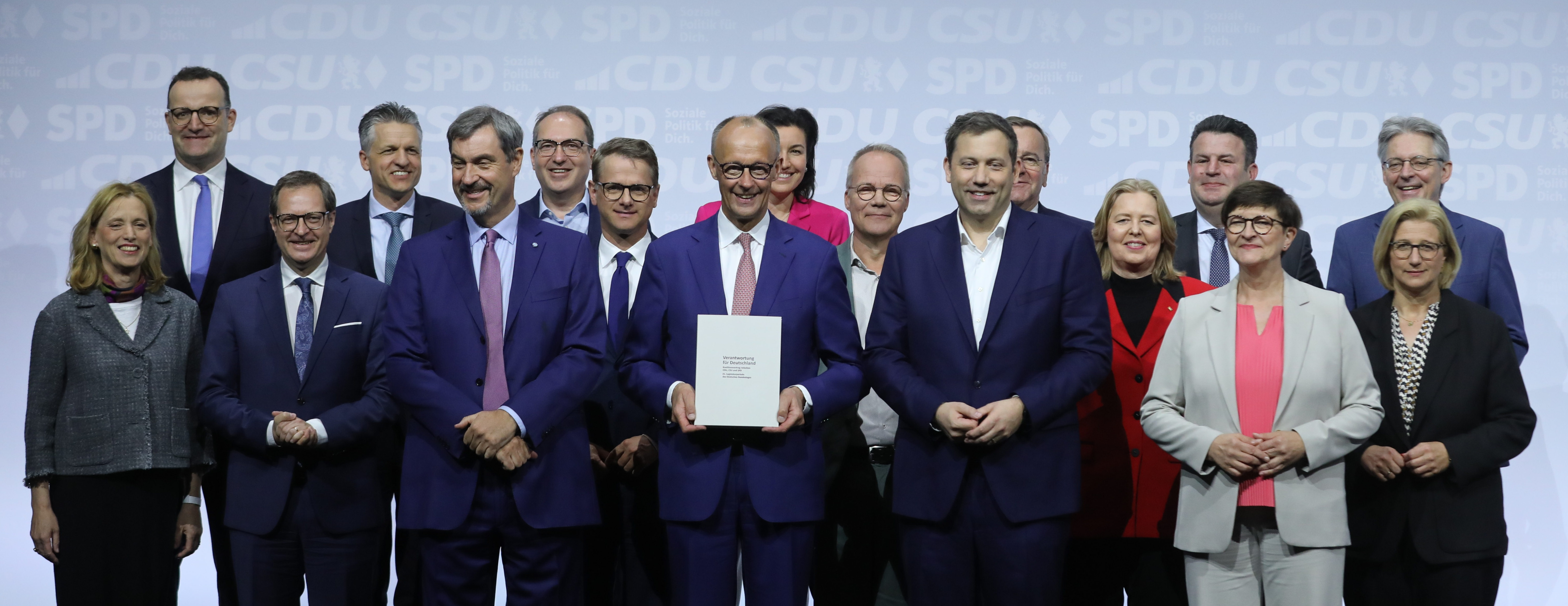
Großteil der Verhandlungsgruppe bei der Unterzeichnung des Koalitionsvertrages der 21. Wahlperiode des Bundestages

### CDU/CSU
- Friedrich Merz, CDU-Bundesvorsitzender
- Karin Prien, stellvertretende CDU-Bundesvorsitzende
- Carsten Linnemann, CDU-Generalsekretär
- Michael Kretschmer, stellvertretender CDU-Bundesvorsitzender
- Jens Spahn, stellvertretender CDU-Bundesvorsitzender
- Martin Huber, CSU-Generalsekretär
- Markus Söder, CSU-Vorsitzender und Ministerpräsident von Bayern
- Thorsten Frei, Erster Parlamentarischer Geschäftsführer der CDU/CSU-Bundestagsfraktion
- Dorothee Bär, stellvertretende CSU-Vorsitzende
- Alexander Dobrindt, Vorsitzender der CSU-Landesgruppe im Deutschen Bundestag

### SPD
- Lars Klingbeil, SPD-Vorsitzender
- Saskia Esken, SPD-Vorsitzende
- Manuela Schwesig, Ministerpräsidentin von Mecklenburg-Vorpommern
- Achim Post, stellvertretender SPD-Bundesvorsitzender
- Matthias Miersch, kommissarischer SPD-Generalsekretär
- Bärbel Bas, ehemalige Bundestagspräsidentin
- Hubertus Heil, stellvertretender SPD-Bundesvorsitzender
- Boris Pistorius, Bundesverteidigungsminister
- Anke Rehlinger, stellvertretende SPD-Bundesvorsitzende[1]

## Steuerungsgruppe (AG 17)

### CDU/CSU
- Carsten Linnemann, CDU-Generalsekretär
- Martin Huber, CSU-Generalsekretär
- Thorsten Frei, Erster Parlamentarischer Geschäftsführer der CDU/CSU-Bundestagsfraktion
- Alexander Dobrindt, Vorsitzender der CSU-Landesgruppe im Deutschen Bundestag

### SPD
- Matthias Miersch, kommissarischer SPD-Generalsekretär
- Carsten Schneider

## Arbeitsgruppen
Es werden 16 Arbeitsgruppen gebildet, denen je 16 Teilnehmer angehören. Die jeweiligen Ämter beziehen sich auf den Zeitpunkt der Verhandlungen, wobei sich bei Bundespolitikern bisherige Ämter auf die ausgehende 20. Wahlperiode beziehen und anschließende Ämter unmittelbar nachfolgende Positionen in der 21. Wahlperiode bezeichnen. Die Designierungen MdB, MdL, MdA, MdHB, MdBB und MdEP zeigen Angehörigkeit zu den jeweiligen Parlamenten an.

### Innen, Recht, Migration und Integration
|                    | CDU                                                                                  | CSU | SPD |
| ------------------ | ------------------------------------------------------------------------------------ | --- | --- |
| Chefverhandler     | Günter Krings MdB, rechtspolitischer Sprecher                                        | Andrea Lindholz MdB, bisher stellv. Fraktionsvorsitzende, anschl. Vizepräsidentin des Deutschen Bundestags             | Dirk Wiese MdB, bisher stellv. Fraktionsvorsitzender, anschl. Erster Parl. Geschäftsführer                           |
| weitere Mitglieder | Sebastian Lechner MdL, Vorsitzender der CDU Niedersachsen                            | Silke Launert MdB, bisher Ausschussvorsitzende UA Europäische Union, anschl. Staatssekretären im Forschungsministerium | Reem Alabali-Radovan MdB, bisher Beauftragte der Bundesregierung für Migration, anschl. Bundesentwicklungsministerin |
| weitere Mitglieder | Roman Poseck, hessischer Innenminister                                               | Joachim Herrmann MdL, bayerischer Innenminister                                                                        | Daniela Behrens, niedersächsische Innenministerin                                                                    |
| weitere Mitglieder | Armin Schuster, sächsischer Innenminister                                            | | Johannes Fechner MdB, Parlamentarischer Geschäftsführer                                                              |
| weitere Mitglieder | Alexander Throm MdB, innenpolitischer Sprecher                                       | | Andy Grote MdHB, Innensenator Hamburgs                                                                               |
| weitere Mitglieder | Nina Warken MdB, bisher Parl. Geschäftsführerin, anschl. Bundesgesundheitsministerin | | Ralf Stegner MdB, ehem. Innenminister Schleswig-Holsteins                                                            |
| weitere Mitglieder |                                                                                      | Carmen Wegge MdB, rechtspolitische Sprecherin                                                                          | |

### Wirtschaft, Industrie, Tourismus
|                    | CDU                                                                                        | CSU                                                                                          | SPD                                                                                  |
| ------------------ | ------------------------------------------------------------------------------------------ | -------------------------------------------------------------------------------------------- | ------------------------------------------------------------------------------------ |
| Chefverhandler     | Jens Spahn MdB, bisher stellv. Fraktionsvorsitzender, anschl. Fraktionsvorsitzender        | Hansjörg Durz MdB                                                                            | Alexander Schweitzer MdL, Ministerpräsident Rheinland-Pfalz                          |
| weitere Mitglieder | Colette Boos-John, Wirtschaftsministerin Thüringen                                         | Alois Rainer MdB, bisher Vorsitzender Finanzausschuss, anschl. Bundeslandwirtschaftsminister | Verena Hubertz MdB, bisher stellv. Fraktionsvorsitzende, anschl. Bundesbauministerin |
| weitere Mitglieder | Jens Giesecke MdEP                                                                         | Michaela Kaniber MdL, bayerische Landwirtschaftsministerin                                   | Franziska Giffey MdA, Berliner Wirtschaftssenatorin                                  |
| weitere Mitglieder | Julia Klöckner MdB, bisher wirtschaftspolitische Sprecherin, anschl. Bundestagspräsidentin |                                                                                              | Kaweh Mansoori, hessischer Wirtschaftsminister                                       |
| weitere Mitglieder | Christian Freiherr von Stetten MdB, mittelstandspol. Sprecher                              |                                                                                              | Sarah Philipp MdL, Co-Vorsitz SPD Nordrhein-Westfalen                                |
| weitere Mitglieder | Stephan Toscani MdL, Vorsitz CDU Saar                                                      |                                                                                              | Sebastian Roloff MdB                                                                 |
| weitere Mitglieder |                                                                                            | Manja Schüle, brandenburgische Wissenschaftsministerin                                       |                                                                                      |

### Digitales
|                    | CDU                                                       | CSU | SPD                                                                                               |
| ------------------ | --------------------------------------------------------- | --- | ------------------------------------------------------------------------------------------------- |
| Chefverhandler     | Manuel Hagel MdL, Vorsitz CDU Baden-Württemberg           | Reinhard Brandt MdB, bisher digitalpol. Sprecher, anschl. Parlamentarischer Geschäftsführer der CSU-Landesgruppe | Armand Zorn MdB, bisher stellv. Sprecher für Finanzpolitik, anschl. stellv. Fraktionsvorsitzender |
| weitere Mitglieder | Ronja Kemmer MdB                                          | Jonas Geissler MdB                                                                                               | Christian Pegel, Chef der Staatskanzlei Mecklenburg-Vorpommern                                    |
| weitere Mitglieder | Catarina dos Santos-Wintz MdB                             | Judith Gerlach MdL, bayerische Gesundheitsministerin                                                             | Metin Hakverdi MdB                                                                                |
| weitere Mitglieder | Nadine Schön MdB bis 2025                                 | | Ronja Endres, Co-Vorsitzende SPD Bayern                                                           |
| weitere Mitglieder | Dirk Schrödter, Chef der Staatskanzlei Schleswig-Holstein | | Fedor Ruhose, Chef der Staatskanzlei Rheinland-Pfalz                                              |
| weitere Mitglieder | Kristina Sinemus, hessische Digitaliministerin            | | Carolin Wagner MdB                                                                                |
| weitere Mitglieder |                                                           | Tiemo Wölken MdEP                                                                                                |                                                                                                   |

### Verkehr und Infrastruktur, Bauen und Wohnen
|                    | CDU                                                     | CSU                                                          | SPD                                                                                                   |
| ------------------ | ------------------------------------------------------- | ------------------------------------------------------------ | --- |
| Chefverhandler     | Ina Scharrenbach MdL, Bauministerin Nordrhein-Westfalen | Ulrich Lange MdB, anschl. Staatssekretär Verkehrsministerium | Klara Geywitz MdB (Leitung Bau), bisher Bundesbauministerin                                           |
| Chefverhandler     | Ina Scharrenbach MdL, Bauministerin Nordrhein-Westfalen | Ulrich Lange MdB, anschl. Staatssekretär Verkehrsministerium | Sören Bartol MdB (Leitung Verkehr), bisher Staatssekretär Bau- und Verkehrsministerium                |
| weitere Mitglieder | Thomas Bareiß MdB                                       | Michael Kießling MdB                                         | Sabine Bätzing-Lichtenthäler MdL, Vorsitzende SPD Rheinland-Pfalz                                     |
| weitere Mitglieder | Jan-Marco Luczak MdB, bisher baupolitischer Sprecher    | Christian Bernreiter MdL, bayerischer Bauminister            | Isabel Cademartori MdB, bisher verkehrspolitische Sprecherin                                          |
| weitere Mitglieder | Christoph Ploß MdB                                      |                                                              | Elisabeth Kaiser MdB, bisher Staatssekretärin Baumininsterium, anschl. Beauftragte für Ostdeutschland |
| weitere Mitglieder | Patrick Schnieder MdB, anschl. Verkehrsminister         |                                                              | Karen Pein, Hamburger Senatorin für Stadtentwicklung                                                  |
| weitere Mitglieder | Felix Schreiner MdB                                     |                                                              | Philipp Türmer Juso-Vorsitzender                                                                      |

### Arbeit und Soziales
|                    | CDU                                                                 | CSU                                                                                           | SPD                                                                                               |
| ------------------ | ------------------------------------------------------------------- | --------------------------------------------------------------------------------------------- | ------------------------------------------------------------------------------------------------- |
| Chefverhandler     | Carsten Linnemann MdB, Generalsekretär der CDU                      | Stephan Stracke MdB                                                                           | Katja Mast MdB, bisher Erste Parl. Geschäftsführerin, anschl. Staatssekretärin Arbeitsministerium |
| weitere Mitglieder | Marc Biadacz MdB                                                    | Peter Aumer MdB                                                                               | Dagmar Schmidt MdB                                                                                |
| weitere Mitglieder | Ines Claus MdL, CDU-Fraktionsvorsitzende in Hessen                  | Ulrike Scharf MdL, bayerische Sozialministerin                                                | Kerstin Griese MdB, Staatssekretärin Arbeitsministerum                                            |
| weitere Mitglieder | Gitta Connemann MdB, anschl. Staatsekretärin Wirtschaftsministerium |                                                                                               | Cansel Kiziltepe MdA, Berliner Arbeitssenatorin                                                   |
| weitere Mitglieder | Stefan Nacke MdB                                                    |                                                                                               | Annika Klose MdB                                                                                  |
| weitere Mitglieder | Dennis Radtke MdEP, CDA-Bundesvorsitzender                          |                                                                                               | Kathrin Michel MdB                                                                                |
| weitere Mitglieder |                                                                     | Natalie Pawlik MdB, bisher Beautragte für Aussiedlerfragen, anschl. Beauftragte für Migration |                                                                                                   |

### Gesundheit und Pflege
|                    | CDU                                                                                            | CSU                                                     | SPD                                                                |
| ------------------ | ---------------------------------------------------------------------------------------------- | ------------------------------------------------------- | ------------------------------------------------------------------ |
| Chefverhandler     | Karl-Josef Laumann MdL, Gesundheitsminister Nordrhein-Westfalens                               | Stephan Pilsinger MdB                                   | Katja Pähle MdL, Fraktionsvorsitzende Sachsen-Anhalt               |
| weitere Mitglieder | Kerstin von der Decken, Justizministerin Schlesweig-Holsteins                                  | Emmi Zeulner MdB                                        | Karl Lauterbach MdB, bisher Bundesgesundheitsminister              |
| weitere Mitglieder | Albrecht Schütte MdL (Baden-Württemberg)                                                       | Klaus Holetschek MdL, Fraktionsvorsitzender             | Sabine Dittmar MdB, bisher Staatssekretärin Gesundheitsministerium |
| weitere Mitglieder | Tino Sorge MdB, bisher gesundheitspol. Sprecher, anschl. Staatssekretär Gesundheitsministerium |                                                         | Clemens Hoch, Gesundheitsminister Rheinland-Pfalz                  |
| weitere Mitglieder | Diana Stolz, hessische Gesundheitsministerin                                                   |                                                         | Petra Köpping MdL, sächsische Gesundheitsministerin                |
| weitere Mitglieder | Hendrik Streeck MdB (seit 2025), ehem. Mitglied Corona-Expertenrat                             |                                                         | Matthias Mieves MdB                                                |
| weitere Mitglieder |                                                                                                | Andreas Philippi, niedersächsischer Gesundheitsminister |                                                                    |

### Familie, Frauen, Jugend, Senioren und Demokratie
|                    | CDU                                                                                                   | CSU                                            | SPD                                                                                     |
| ------------------ | --- | ---------------------------------------------- | --------------------------------------------------------------------------------------- |
| Chefverhandler     | Silvia Breher MdB, bisher familienpol. Sprecherin, anschl. Staatsekretärin Landwirtschaftsministerium | Susanne Hierl MdB                              | Serpil Midyatli MdL, Vorsitzende SPD Schleswig-Holstein                                 |
| weitere Mitglieder | Helge Benda                                                                                           | Ralph Edelhäußer MdB                           | Wiebke Esdar MdB, Sprecherin Parlamentarische Linke                                     |
| weitere Mitglieder | Conrad Clemens MdL, sächsischer Kultusminister                                                        | Katrin Albsteiger, Oberbürgermeisterin Neu-Ulm | Felix Döring MdB                                                                        |
| weitere Mitglieder | Katharina Günther-Wünsch MdA, Berliner Bildungssenatorin                                              |                                                | Josephine Ortleb MdB, bisher Parl. Geschäftsführerin, anschl. Bundestagsvizepräsidentin |
| weitere Mitglieder | Bettina Wiesmann MdB                                                                                  |                                                | Jochen Ott MdL, Fraktionsvorsiztender Nordrhein-Westfalen                               |
| weitere Mitglieder | Mareike Lotte Wulf MdB, anschl. Staatssekretärin Familienministerium                                  |                                                | Svenja Stadler MdB                                                                      |
| weitere Mitglieder | | Maja Wallstein MdB                             |                                                                                         |

### Bildung, Forschung und Innovation
|                    | CDU                                                                                            | CSU                                                                                     | SPD                                                                                        |
| ------------------ | ---------------------------------------------------------------------------------------------- | --------------------------------------------------------------------------------------- | ------------------------------------------------------------------------------------------ |
| Chefverhandler     | Karin Prien, bisher Bildungsministerin Schleswig-Holsteins, anschl. Bundesforschungsministerin | Katrin Staffler MdB, bisher bildungspol. Sprecherin, anschl. Bevollmächtigte für Pflege | Oliver Kaczmarek MdB, bisher bildungspol. Sprecher                                         |
| weitere Mitglieder | Sebastian Gemkow MdL, sächsischer Wissenschaftsminister                                        | Thomas Silberhorn MdB                                                                   | Stefanie Hubig, bisher Bildungsministerin Rheinland-Pfalz, anschl. Bundesjustitzministerin |
| weitere Mitglieder | Thomas Jarzombek MdB, anschl. Staatssekretär Digitaliministerium                               | Markus Blume MdL, bayerischer Wissenschaftsminister                                     | Bettina Martin MdL, Wissenschaftsministerin Mecklenburg-Vorpommern                         |
| weitere Mitglieder | Gordon Schnieder MdL, Vorsitzender CDU Rheinland-Pfalz                                         |                                                                                         | Holger Mann MdB                                                                            |
| weitere Mitglieder | Christian Tischner MdL, Bildungsminister Thüringen                                             |                                                                                         | Falko Mohrs, niedersächsischer Wissenschaftsminister                                       |
| weitere Mitglieder | Johannes Winkel MdB (seit 2025), Vorsitzender Junge Union                                      |                                                                                         | Andreas Stoch MdL, Vorsitzender SPD Baden-Württemberg                                      |
| weitere Mitglieder |                                                                                                | Ruppert Stüwe MdB                                                                       |                                                                                            |

### Bürokratierückbau, Staatsmodernisierung, moderne Justiz
|                    | CDU | CSU                                                           | SPD                                                                                                |
| ------------------ | --- | ------------------------------------------------------------- | -------------------------------------------------------------------------------------------------- |
| Chefverhandler     | Philipp Amthor MdB, bisher Generalsekretär CDU Mecklenburg-Vorpommern, anschl. Staatssekretär Digitalministerium | Daniela Ludwig MdB, anschl. Staatssekretärin Innenministerium | Sonja Eichwede MdB, bisher rechtspol. Sprecherin                                                   |
| weitere Mitglieder | Ralph Brinkhaus MdB, ehemaliger Fraktionsvorsitzender (2018–2022)                                                | Tobias Winkler MdB                                            | Nancy Faeser MdB, bisher Bundesinnenministerin                                                     |
| weitere Mitglieder | Daniel Caspary MdEP, Vositzender CDU/CSU-Gruppe                                                                  | Florian Herrmann MdL, Leiter der bayerischen Staatskanzlei    | Andreas Bovenschulte, Bremer Bürgermeister                                                         |
| weitere Mitglieder | Sandra Gerken, Bevöllmächtige des Landes Schleswig-Holstein beim Bund                                            |                                                               | Sebastian Hartmann MdB, bisher innenpol. Sprecher, anschl. Staatssekretär Verteidigungsministerium |
| weitere Mitglieder | Hendrik Hoppenstedt MdB, Parlamentarischer Geschäftsführer                                                       |                                                               | Burkhard Jung, Oberbürgermeister Leipzig                                                           |
| weitere Mitglieder | Franziska Hoppermann MdB, anschl. CDU-Schatzmeisterin                                                            |                                                               | Esra Limbacher MdB, Vositzender SPD Saarland                                                       |
| weitere Mitglieder | | Kathrin Wahlmann, niedersächsische Justitzministerin          | |

### Kommunen, Sport und Ehrenamt
|                    | CDU                                                             | CSU | SPD                                                           |
| ------------------ | --------------------------------------------------------------- | --- | ------------------------------------------------------------- |
| Chefverhandler     | Christina Stumpp MdB, stellv. Generalsekretärin                 | Stephan Mayer MdB                                                                                                  | Thorsten Kornblum, Oberbürgermeister Braunschweig             |
| weitere Mitglieder | Christian Hirte MdB, anschl. Staatssekretär Verkehrsministerium | Alexander Engelhard MdB                                                                                            | Rasha Nasr MdB                                                |
| weitere Mitglieder | Thomas Kufen, Oberbürgermeister Essen                           | Franz Löffler, Bezirkstagspräsident Oberpfalz                                                                      | Martin Dulig MdL, sächsischer Wirtschaftsminister             |
| weitere Mitglieder | Florian Müller MdB                                              | | Beate Kimmel, Oberbürgermeisterin Kaiserslautern              |
| weitere Mitglieder | Sepp Müller MdB                                                 | | Mahmut Özdemir MdB, bisher Staatssekretär Innenministerium    |
| weitere Mitglieder | Johannes Steiniger MdB, Generalsekretär CDU Rheinland-Pfalz     | | Sabine Poschmann MdB, anschl. Staatssekretärin Bauministerium |
| weitere Mitglieder |                                                                 | Rita Schwarzelühr-Sutter MdB, bisher Staatssekretärin Innenministerium, anschl. Staatssekretärin Umweltministerium |                                                               |

### Ländliche Räume, Landwirtschaft, Ernährung, Umwelt
|                    | CDU                                                                                            | CSU                                                                             | SPD                                                               |
| ------------------ | ---------------------------------------------------------------------------------------------- | ------------------------------------------------------------------------------- | ----------------------------------------------------------------- |
| Chefverhandler     | Steffen Bilger MdB, bisher stellv. Fraktionsvorsitzender anschl. erster parl. Geschäftsführer  | Artur Auernhammer MdB, bisher agrarpol. Sprecher                                | Franziska Kersten MdB                                             |
| weitere Mitglieder | Hermann Färber MdB, Vorsitzender Landwirtschaftsausschuss                                      | Martina Englhardt-Kopf MdB, anschl. Staatssekretärin Landwirtschaftsministerium | Carsten Träger MdB, anschl. Staatssekretär Umweltministerium      |
| weitere Mitglieder | Marco Mohrmann MdL, Generalssekretär CDU Niedersachsen, Koordinator agarpol. Fraktionssprecher | Günther Felßner, Vorsitzender bayerischer Bauernverband                         | Till Backhaus MdL, Landwirtschaftsminister Mecklenburg-Vorpommern |
| weitere Mitglieder | Christine Schneider MdEP                                                                       |                                                                                 | Nadine Heselhaus MdB, bisher verbraucherpol. Sprecherin           |
| weitere Mitglieder | Sven Schulze MdL, Landwirtschaftsminister Sachsen-Anhalt, Vorsitzender CDU Sachsen-Anhalt      |                                                                                 | Helmut Kleebank MdB                                               |
| weitere Mitglieder | Albert Stegemann MdB                                                                           |                                                                                 | Isabel Mackensen-Geis MdB                                         |
| weitere Mitglieder |                                                                                                | Maria Noichl MdEP, Bundesvorsitzende SPD-Frauen                                 |                                                                   |

### Außen und Verteidigung, Entwicklungszusammenarbeit und Menschenrechte
|                    | CDU                                                                                    | CSU | SPD                                                                  |
| ------------------ | -------------------------------------------------------------------------------------- | --- | -------------------------------------------------------------------- |
| Chefverhandler     | Johann Wadephul MdB, bisher stellv. Fraktionsvorsitzender. anschl. Bundesaußenminister | Florian Hahn MdB, bisher verteidigungspol. Sprecher, anschl. Staatssekretärr Außenministerium           | Svenja Schulze MdB, bisher Bundesentwicklungsministerin              |
| weitere Mitglieder | Michael Brand MdB, anschl. Staatssekretär Familienministerium                          | Thomas Erndl MdB, Sprecher für Internationales                                                          | Nils Schmid MdB, Staatssekretär Verteidigungsministerium             |
| weitere Mitglieder | Serap Güler MdB, anschl. Staatssekretärin Außenministerium                             | Wolfgang Stefinger MdB                                                                                  | Sanae Abdi MdB, bisher entwicklungspol. Sprecherin                   |
| weitere Mitglieder | Jürgen Hardt MdB, außenpol. Sprecher                                                   | | Falko Droßmann MdB, bisher verteidigungspol. Sprecher                |
| weitere Mitglieder | Henning Otte MdB                                                                       | | Gabriela Heinrich MdB, stellv. Fraktionsvorsitzende                  |
| weitere Mitglieder | Norbert Röttgen MdB, ehem. Kandidat für den Parteivorsitz (2020/2022)                  | | Siemtje Möller MdB, bisher Staatssekräterin Verteidigungsministerium |
| weitere Mitglieder | Thomas Rachel                                                                          | | Marja-Liisa Völlers MdB, Sprecherin Seeheimer Kreis                  |
| weitere Mitglieder |                                                                                        | Frank Schwabe MdB, bisher Beauftragter für Religionsfreiheit, anschl. Staatssekretär Justitzministerium |                                                                      |

### Europa
|                    | CDU                                                       | CSU                                                   | SPD                                                               |
| ------------------ | --------------------------------------------------------- | ----------------------------------------------------- | ----------------------------------------------------------------- |
| Chefverhandler     | Patricia Lips MdB, stellv. Fraktionsvorsitzende           | Alexander Radwan MdB                                  | Katarina Barley MdEP, Vizepräsidentin Europaparlament             |
| weitere Mitglieder | Knut Abraham MdB                                          | Angelika Niebler MdEP, stellv. Parteivorsitzende      | Adis Ahmetovic MdB                                                |
| weitere Mitglieder | Gunter Krichbaum MdB, anschl. Europastaatsminister        | Eric Beißwenger MdL, bayerischer Europastaatsminister | Dietmar Nietan MdB, Bundesschatzmeister der SPD                   |
| weitere Mitglieder | David McAllister MdEP, stellv. Vorsitzender EVP           |                                                       | René Repasi MdEP, Vorsitzender der SPD-Gruppe in der S&D-Fraktion |
| weitere Mitglieder | Wiebke Winter MdBB, stellv. Fraktionsvorsitzende Bremen   |                                                       | Johannes Schraps MdB                                              |
| weitere Mitglieder | Paul Ziemiak MdB, Generalsekretär CDU Nordrhein-Westfalen |                                                       | Derya Türk-Nachbaur MdB                                           |
| weitere Mitglieder |                                                           | Thomas Vaupel                                         |                                                                   |

### Kultur und Medien
|                    | CDU                                                            | CSU                                                                  | SPD                                                        |
| ------------------ | -------------------------------------------------------------- | -------------------------------------------------------------------- | ---------------------------------------------------------- |
| Chefverhandler     | Christiane Schenderlein MdB, anschl. Sportstaatsministerin     | Volker Ullrich MdB bis 2025                                          | Carsten Brosda, Hamburger Kultursenator                    |
| weitere Mitglieder | Joe Chialo, Berliner Kultursenator                             | Alexander Hoffmann MdB, anschl. Vorsitzender CSU-Landesgruppe        | Heike Raab, rheinland-pfälzische Bevollmächtigte beim Bund |
| weitere Mitglieder | Ansgar Heveling MdB                                            | Julia Lehner, Erste Stellv. Bürgermeisterin Nürnberg                 | Hakan Demir MdB                                            |
| weitere Mitglieder | Nathanael Liminski, Chef der Staatskanzlei Nordrhein-Westfalen |                                                                      | Timon Gremmels, hessischer Kulturminister                  |
| weitere Mitglieder | Jan Redmann MdL, Vorsitzender CDU Brandenburg                  |                                                                      | Helge Lindh MdB                                            |
| weitere Mitglieder | Sabine Verheyen MdEP, Erste Vizepräsidentin Europaparlament    |                                                                      | Martin Rabanus MdB                                         |
| weitere Mitglieder |                                                                | Alexander Vogt MdL, stellv. Fraktionsvorsitzender Norrhein-Westfalen |                                                            |

### Klima und Energie
| [ 6 ]              | CDU                                                                | CSU                                               | SPD |
| ------------------ | ------------------------------------------------------------------ | ------------------------------------------------- | --- |
| Chefverhandler     | Andreas Jung MdB, stellv. Parteivorsitzender                       | Martin Huber MdL, Generalsekretär                 | Olaf Lies MdL, niedersächsischer Wirtschaftsminister                                                       |
| weitere Mitglieder | Thomas Gebhart MdB                                                 | Anja Weisgerber MdB                               | Nina Scheer MdB                                                                                            |
| weitere Mitglieder | Jan Heinisch MdL, stellv. Fraktionsvorsitzender Norrhein-Westfalen | Andreas Lenz MdB                                  | Jakob Blankenburg MdB                                                                                      |
| weitere Mitglieder | Mark Helfrich MdB                                                  |                                                   | Delara Burkhardt MdB                                                                                       |
| weitere Mitglieder | Tilman Kuban MdB                                                   |                                                   | Ulf Kämpfer, Oberbürgermeister Kiel                                                                        |
| weitere Mitglieder | Lars Rohwer MdB                                                    |                                                   | Johann Saathoff MdB, bisher Staatssekretär Innenministerium anschl. Staatssekretär Entwicklungsministerium |
| weitere Mitglieder |                                                                    | Dietmar Woidke MdL, Ministerpräsident Brandenburg | |

### Haushalt, Finanzen und Steuern
|                    | CDU                                                              | CSU                                                     | SPD                                                                              |
| ------------------ | ---------------------------------------------------------------- | ------------------------------------------------------- | -------------------------------------------------------------------------------- |
| Chefverhandler     | Mathias Middelberg MdB, stellv. Fraktionsvorsitzender            | Florian Oßner MdB                                       | Dennis Rohde MdB, anschl. Staatssekretär Finanzministerium                       |
| weitere Mitglieder | Fritz Güntzler MdB                                               | Mechthilde Wittmann MdB                                 | Doris Ahnen MdL, Finanzministerin Rheinland-Pfalz                                |
| weitere Mitglieder | Christian Haase MdB, Bundesvorsitzender KPV                      | Albert Füracker MdL, bayerischer Innenminister          | Bettina Hagedorn MdB                                                             |
| weitere Mitglieder | Matthias Hauer MdB, anschl. Staatssekretär Forschungsministerium |                                                         | Tim Klüssendorf MdB Sprecher Parlamentarische Linke, anschl. Generalsekretär SPD |
| weitere Mitglieder | Ralph Alexander Lorz MdL, hessischer Finanzminister              |                                                         | Frank Meyer, Oberbürgermeister Krefeld                                           |
| weitere Mitglieder | Marcus Optendrenk MdL, nordrhein-westfälischer Finanzminister    |                                                         | Michael Schrodi MdB, anschl. Staatssekretär Finanzministerium                    |
| weitere Mitglieder |                                                                  | Jakob von Weizsäcker MdL, saarländischer Finanzminister |                                                                                  |